# Andreas Linkermann
Andreas Günter Linkermann (* 28. Dezember 1976) ist ein deutscher Nephrologe und Professor für Innere Medizin. Seit Oktober 2024 ist er Lehrstuhlinhaber der 5. Medizinischen Klinik an der Universität Heidelberg, Medizinische Fakultät Mannheim. Er gilt als einer der führenden Forscher auf dem Gebiet des regulierten Zelltods, insbesondere der Ferroptose und der Nekroptose, und ist Fellow der American Society of Nephrology (FASN).

## Biografie
Linkermann absolvierte 1996 das Abitur und leistete anschließend seinen Zivildienst in der Neurochirurgie am Krankenhaus Minden. Danach absolvierte er eine Ausbildung zum Bankkaufmann bei der Deutschen Bank. Von 1999 bis 2006 studierte er Humanmedizin an der Christian-Albrechts-Universität zu Kiel. Seine Promotion erfolgte 2008 am Institut für Immunologie mit der Bewertung summa cum laude.
Ab 2006 arbeitete Linkermann in der Inneren Medizin und Nephrologie am Universitätsklinikum Schleswig-Holstein, Campus Kiel. 2012 erhielt er die Anerkennung als Facharzt für Innere Medizin, 2013 folgte die Zusatzbezeichnung Nephrologie. Im selben Jahr wurde er Oberarzt. 2014 habilitierte er sich an der Christian-Albrechts-Universität Kiel.
Von 2016 bis 2024 war Linkermann stellvertretender Leiter der Abteilung für Nephrologie am Universitätsklinikum Carl Gustav Carus in Dresden, wo er auch eine Heisenberg-Professur innehatte. Seit 2024 leitet er die 5. Medizinische Klinik in Mannheim und das Transplantationszentrum Mannheim. Seit 2025 ist er zudem Principal Investigator an der Heidelberg Biosciences International Graduate School (HBIGS).
Seine Forschung konzentriert sich auf die Rolle von Zelltodmechanismen in der Nieren- und Transplantationsmedizin. Er war maßgeblich an der Erforschung von Ferroptose, einem Eisen-abhängigen Zelltod, beteiligt. Linkermann hat über 100 Publikationen veröffentlicht, darunter in renommierten Fachzeitschriften wie Nature, Cell und the New England Journal of Medicine. Seine Arbeiten wurden mehr als 50.000 Mal zitiert (h-Index: 71, Google Scholar).

## Mitgliedschaften und Ehrungen (Auswahl)
- Mitglied der Studienstiftung des Deutschen Volkes (seit 2001)
- Carl-Ludwig-Preis der Deutschen Gesellschaft für Nephrologie (2014)
- Franz-Volhard-Preis und Rudolf-Pichlmayr-Preis der Deutschen Gesellschaft für Nephrologie bzw. Transplantation (2015, 2016)[4]
- Fellow der American Society of Nephrology (FASN, seit 2015)[5]
- ERA Award for Research Excellence in Nephrology (2022)
- Clarivate™ Highly Cited Researcher (2021–2024)
- Visiting Professor am Albert Einstein College of Medicine in New York (seit 2022)[6]
- Deutsche Akademie für Transplantationsmedizin (2025)

## Forschungsschwerpunkte
- Ferroptose und Nekroptose
- Akutes Nierenversagen und Transplantatversagen
- Immunologische Aspekte des Zelltods
- Translationale Therapieansätze auf Basis regulierten Zelltods